# Onitis archettii
Onitis archettii là một loài bọ cánh cứng trong họ Bọ hung (Scarabaeidae).